# Cobubatha hippotes
Cobubatha hippotes är en fjärilsart som beskrevs av Druce 1889. Cobubatha hippotes ingår i släktet Cobubatha och familjen nattflyn. Inga underarter finns listade i Catalogue of Life.